# São Miguel de Seide
São Miguel de Seide ist eine portugiesische Gemeinde (Freguesia) im nordportugiesischen Kreis Vila Nova de Famalicão. In ihr leben 1170 Einwohner (Stand 30. Juni 2011).
Einer der bedeutendsten portugiesischen Dichter, Camilo Castelo Branco, lebte hier bis zu seinem Selbstmord im Jahr 1890.

## Bauwerke
- Casa de Camilo Castelo Branco

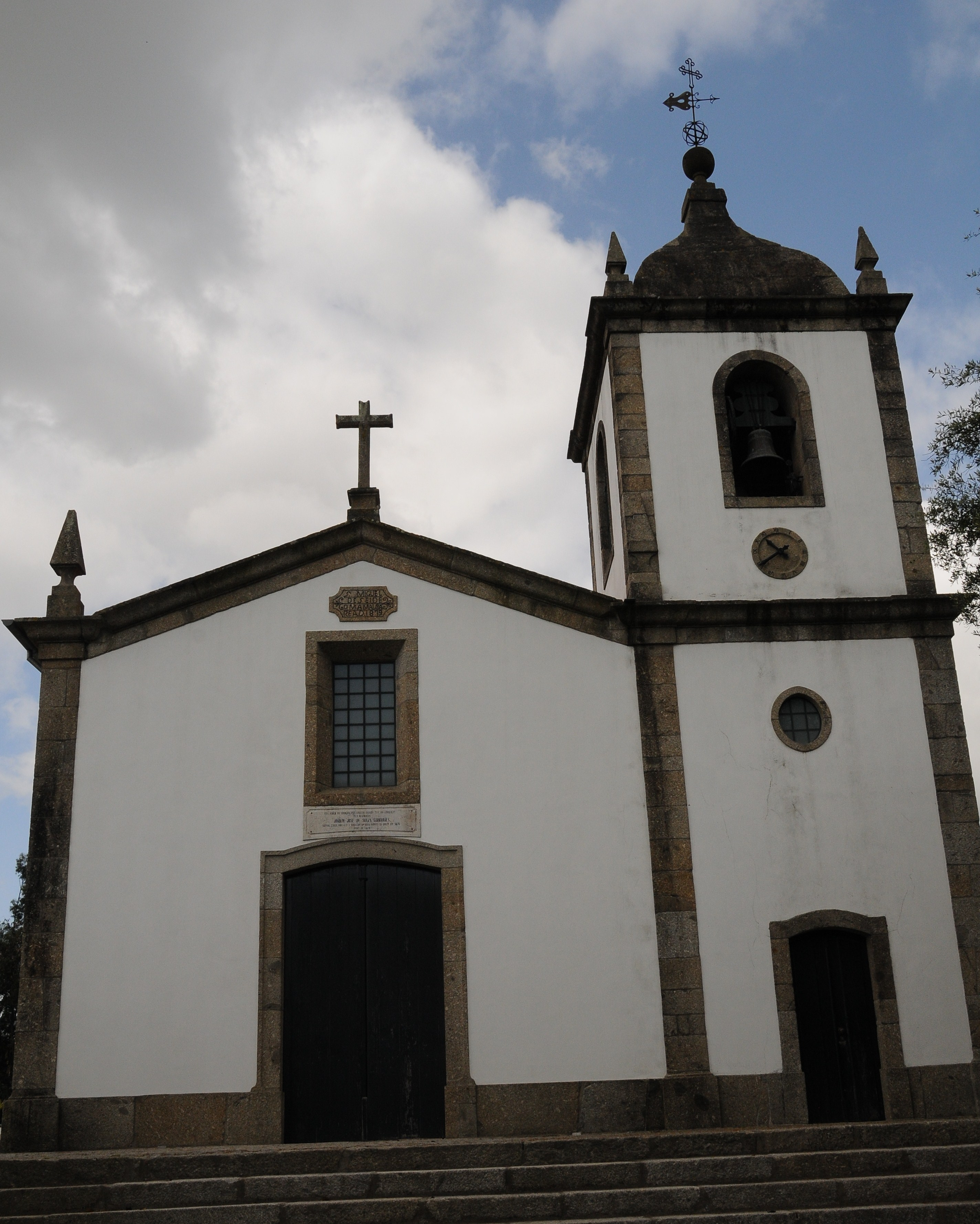
Kirche São Miguel de Seide

- verschiedene Projekte von Álvaro Siza Vieira